# マゼンタ

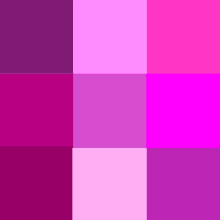
さまざまなマゼンタと呼ばれる色

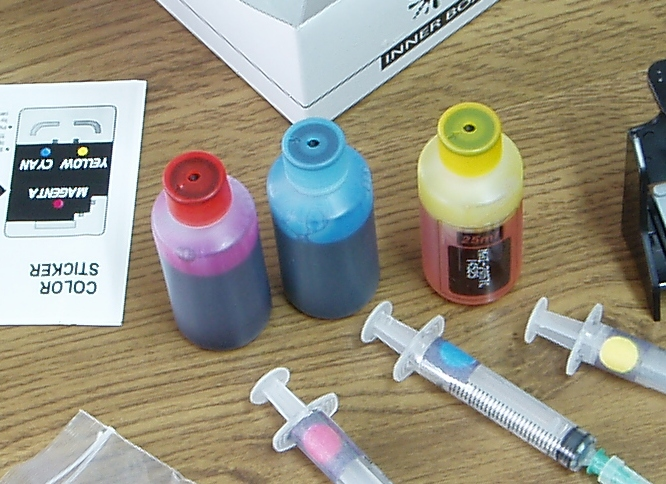
カラー印刷用のインク。左側がマゼンタ（インクカートリッジへの注入（リフィル）セット）

マゼンタ（マジェンタ、中国語: 洋红色、英語: magenta）は色の一つで、明るく鮮やかな赤紫色。紫がかかった濃いピンクのことを表し、紅紫色（こうししょく）とも呼ばれる。色の三原色のひとつにもマゼンタがある。
色のマゼンタは、染料の唐紅（とうべに。マゼンタ、フクシン。後述）にちなんでマゼンタと名付けられた。なお、マゼンダは誤記である（曖昧さ回避ページのマゼンダも参照のこと）。

## 物体色としてのマゼンタ

### 印刷技術におけるマゼンタ
マゼンタは色料の三原色のひとつであり、カラー印刷（英語版）でのインク・トナーに使われる。通常はシアン (cyan)・イエロー (yellow)・キープレート (key plate) と共に使われるため、CMYKと呼ばれる。
ちなみにCMYK値で表すと「C=0 M=100 Y=0 K=0」となる。

### JIS規格におけるマゼンタ
日本産業規格 (JIS) でもマゼンタの色が定義されている。しかし、この色はカラー印刷におけるマゼンタとしても使われるレーキレッドCなどよりは紫味の強い色である。

## 光源色としてのマゼンタ
光の三原色である赤 (#FF0000) と青 (#0000FF) を一対一の割合で混合した色に該当し、RGB値では
(R, G, B) = (255, 0, 255)
で表される。ウェブカラーで Magenta を指定すると、#FF00FF と同等に扱われる。これは、fuchsia と指定したものと同じ色である。わずかに赤みの明るい紫。紫系の色。
CMYKカラーのマゼンタは、赤紫とほぼ同じ色合いになる。CMYKカラーのマゼンタは、24等分したRGB色相では315°付近の色で、RGB値で赤と青の比率が4:3付近であり、RGBカラーのマゼンタは色相300°である。マンセル色相は、実際の色は「4RP」である。
マゼンタの色系統は紫系の色で、紫の派生色である。
マゼンタという色はスペクトル色にはない。つまり、可視光線の単色光では生じない色である。可視光線でマゼンタを作るには、RGBカラーとCMYKカラー両方とも、RGB値で、「1色目=赤」と「2色目=群青色、青紫寄りの青、青紫」の2色を比率の割合で混色されてできる二次色から来ている。マゼンタは、可視光線の物体では、その反転色である緑を物体に吸収することにより、マゼンタが見える。可視光線の赤と群青色の2つの波長の光が同時に視覚を刺激することによって見える色とされている。

## マゼンタの色料

### 唐紅 Magenta
唐紅は、1852年にイタリアでナタンソンがアニリンと塩化エチレンを原料に赤色の物質を基として1859年に商品化されたカルボニウム系に属する染料である。アルコール・アセトン・水性溶液に溶解する。現在でも製造されており、レーキ顔料としても使用されている。1859年のマジェンタの戦い (La Battaglia di Magenta) においてイタリア（サルデーニャ王国）とフランスの連合軍がオーストリア＝ハンガリー帝国軍に勝利をおさめた。そのため、この戦勝とほぼ同じ時期に発見されたこの染料は、戦勝地マジェンタ (Magenta) にちなんでマゼンタと名づけられた。また、最後の戦勝地にちなんでソルフェリーノ (solferino) とも呼ばれる。当時は第二次イタリア統一戦争の影響下であった。唐紅はフクシアの花の色に因んでフクシンとも言われることがある。異名（いみょう）がたいへんに多い。

## 近似色
- フクシャ
- 赤
- ピンク
- 赤紫
- 紫
- 紅色
- 牡丹色
- 菖蒲色 (あやめいろ)
- 茄子紺 (なすこん)
- くすんだ赤紫
- 王室の紫
- 強い赤みの紫
- ロイヤルパープル
- チリアンパープル
- 鮮やかな紫
- 貝紫
- 鳩羽色 (はとばいろ)
- 葡萄染 (えびぞめ)